# Götterbaum
Der Götterbaum (Ailanthus altissima) ist eine Laubbaum-Art der Gattung Ailanthus aus der Familie der Bittereschengewächse (Simaroubaceae).

## Verbreitung
Ursprünglich ist der Götterbaum in China und im nördlichen Vietnam beheimatet. Seit Mitte des 18. Jahrhunderts wurde die Art in anderen Teilen Asiens sowie in Europa, Amerika, später in Afrika und Australien angepflanzt, wo sie als invasive Art gilt. Infolgedessen breitete sich der Götterbaum vermehrt aus, mittlerweile ist er wildwachsend weltweit in allen Gebieten mit gemäßigtem oder Mittelmeerklima vertreten.

## Botanische Beschreibung

### Wuchsform, Alter und Höhe
Der Götterbaum ist ein mittelgroßer, laubabwerfender Baum (Lebensform Phanerophyt) mit reich verzweigter und runder Krone, der in Mitteleuropa auf guten Standorten 27 bis über 30 m hoch werden kann. Im Mittelmeergebiet sowie auf nährstoffarmen, trockenen Standorten erreicht er meist nur Höhen von 18 bis 20 m. Der Stammdurchmesser erreicht über 1,6 Meter, sehr selten bis über 2,5 Meter.
Als Pionierbaum wird er meist weniger als 100 Jahre alt, allerdings sind auch deutlich ältere Bäume bekannt.
Der Götterbaum gilt als am schnellsten wachsender Baum in Europa. Der größte Höhenzuwachs erfolgt im Alter von 5 bis 10 Jahren. Nach 20 Jahren verlangsamt sich der Höhenzuwachs merklich. Keimlinge können auf günstigen Standorten im Jahr ihrer Keimung bereits 1–2 m hoch werden. Auf guten Standorten können 20-jährige Bäume bereits über 20 m hoch sein. Besonders stark ist das Höhenwachstum bei Sprossen, die vegetativ aus der Wurzel getrieben werden (Wurzelsprosse), oder bei Stockausschlag, der sich nach einer Störung des Stammes, z. B. infolge von Bekämpfungsversuchen, zahlreich bildet. Solche Sprosse können in einem Jahr bis zu 3 m lang werden.
Aufgrund seines schnellen Höhenwachstums wird er in verschiedenen Sprachen als „Baum des Himmels“ und im Deutschen als „Götterbaum“ bezeichnet.

### Zweige, Stamm und Kronenaufbau
Junge Sprosse mit Blättern sind grünlich und kurz behaart. Ältere Zweige sind rötlich oder bräunlich und unbehaart. Der Stamm ist relativ glatt, hat eine graubraune und manchmal leicht rissige bis leicht furchige Borke, diese weist manchmal ein rautenförmiges Muster auf.

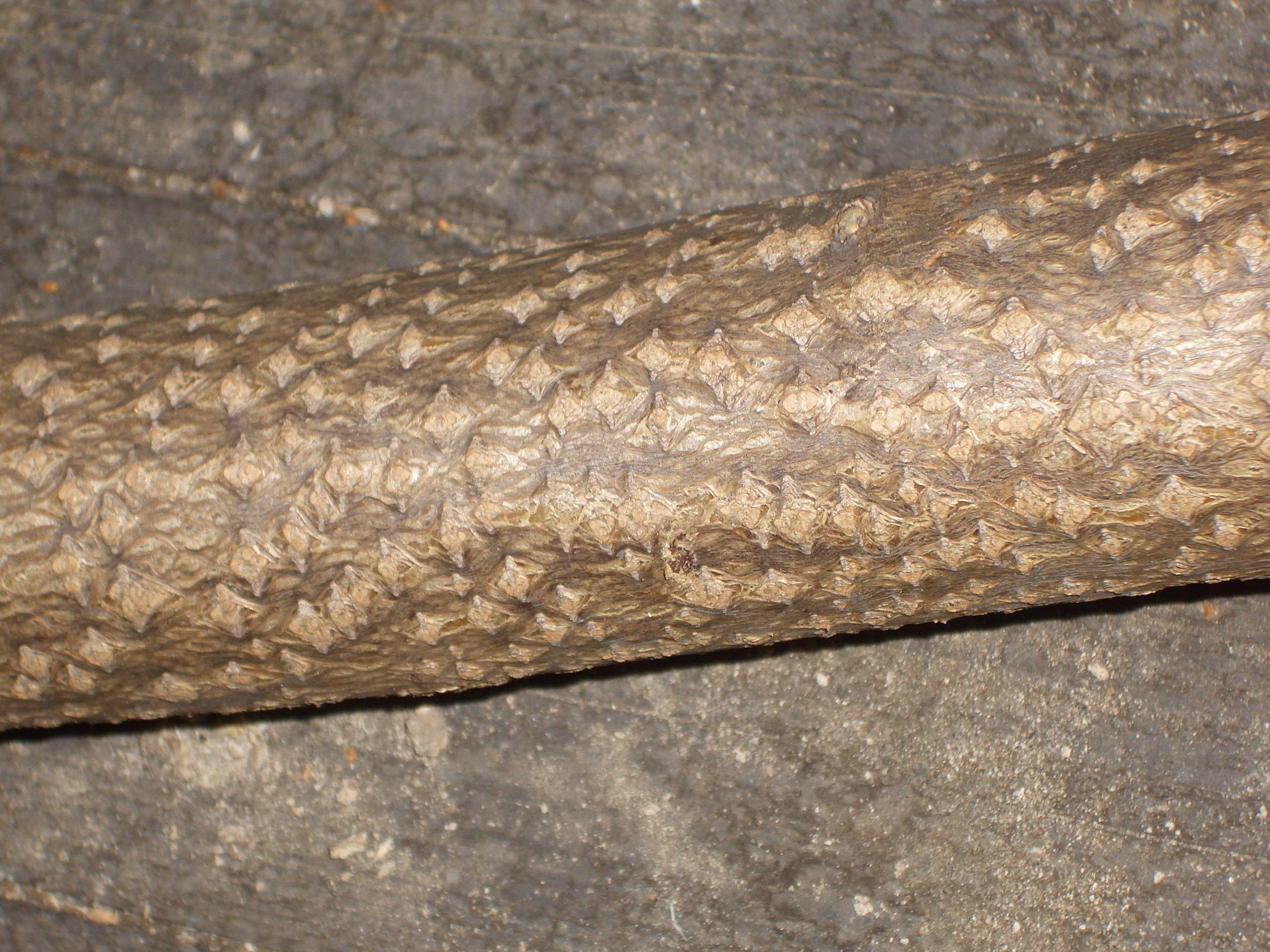
Borke eines 5 cm dicken Götterbaumes

Das Wachstum der Sprosse wird nicht von der endständigen Knospe, sondern von darunter liegenden Seitenknospen fortgesetzt. Dieses sympodiale Wachstum führt zu einem unregelmäßigen Kronenaufbau. Typisch für den Götterbaum ist ein Wechsel im Verzweigungsmuster nach etwa 10–15 Jahren. Dann wird das weitere Wachstum von ein oder zwei nunmehr führenden Seitentrieben übernommen (monochasiales oder dichasiales Wachstum).

### Blätter

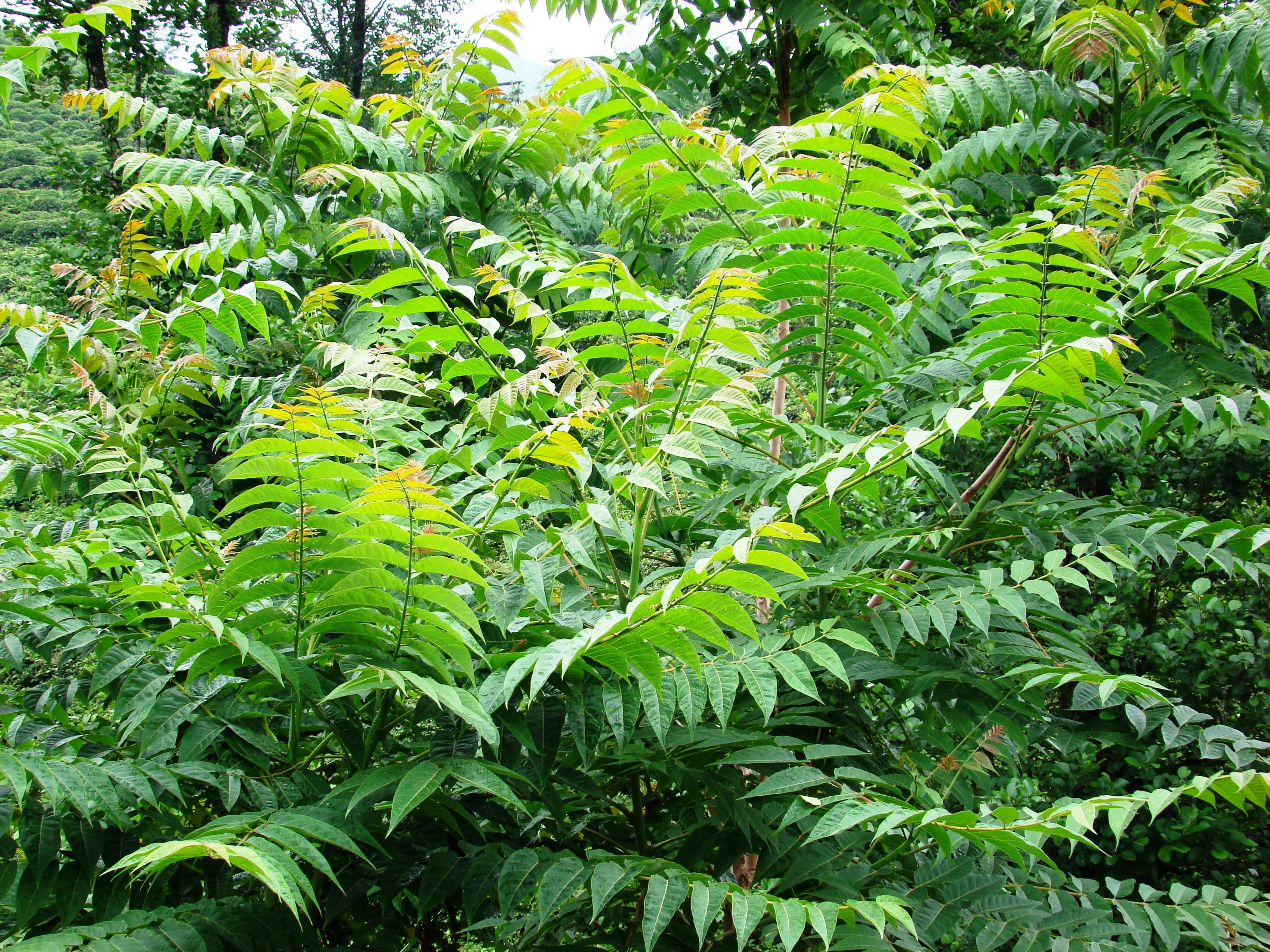
Blätter des Götterbaums

Die großen, wechselständigen und unpaarigen, gestielten Fiederblätter sind häufig 40 bis 90 Zentimeter lang. Besonders an jungen Wurzelsprossen oder Stammausschlägen können sie auch über einen Meter lang werden. Das größte bislang bekannte Blatt hatte eine Länge von 1,67 m (Kowarik & Säumel 2007). Die Rhachis und die Blattstiele sind grünlich bis rötlich gefärbt und fast kahl. Ein gestieltes Laubblatt wird von 20–30 (maximal 43) länglich-eiförmigen bis lanzettlichen, ganzrandigen und zugespitzten, leicht ledrigen Fiederblättchen gebildet, deren Anzahl stark variiert. An ihrem Grund weisen die fast sitzenden bis kurz gestielten und fast kahlen Blättchen 2–4 Drüsen auf, die oft an kleinen Zähnen oder Läppchen sitzen, welche die Blätter des Götterbaumes unverwechselbar machen und auch zu seinem Namen „Drüsiger Götterbaum“ geführt haben. Diese Drüsen sind Nektarien, die Zucker absondern und daher auch von Ameisen besucht werden. Die Blättchen sind bis 15 cm lang und bis 6 cm breit. Die Nervatur der Blättchen ist wechselnd gefiedert und etwas heller sowie oberseits etwas eingeprägt und unterseits etwas erhaben.
Die Blätter sind im Austrieb dunkelrot und erscheinen meistens erst im Mai. Der Laubfall im Herbst beginnt erst sehr spät. Die Herbstfärbung der Blätter ist gelblich.
Auch gibt es verschiedene Kultivare mit panaschierten Blättern.
Gerieben riechen frische Blätter unangenehm ranzig, nussig.

### Blüten

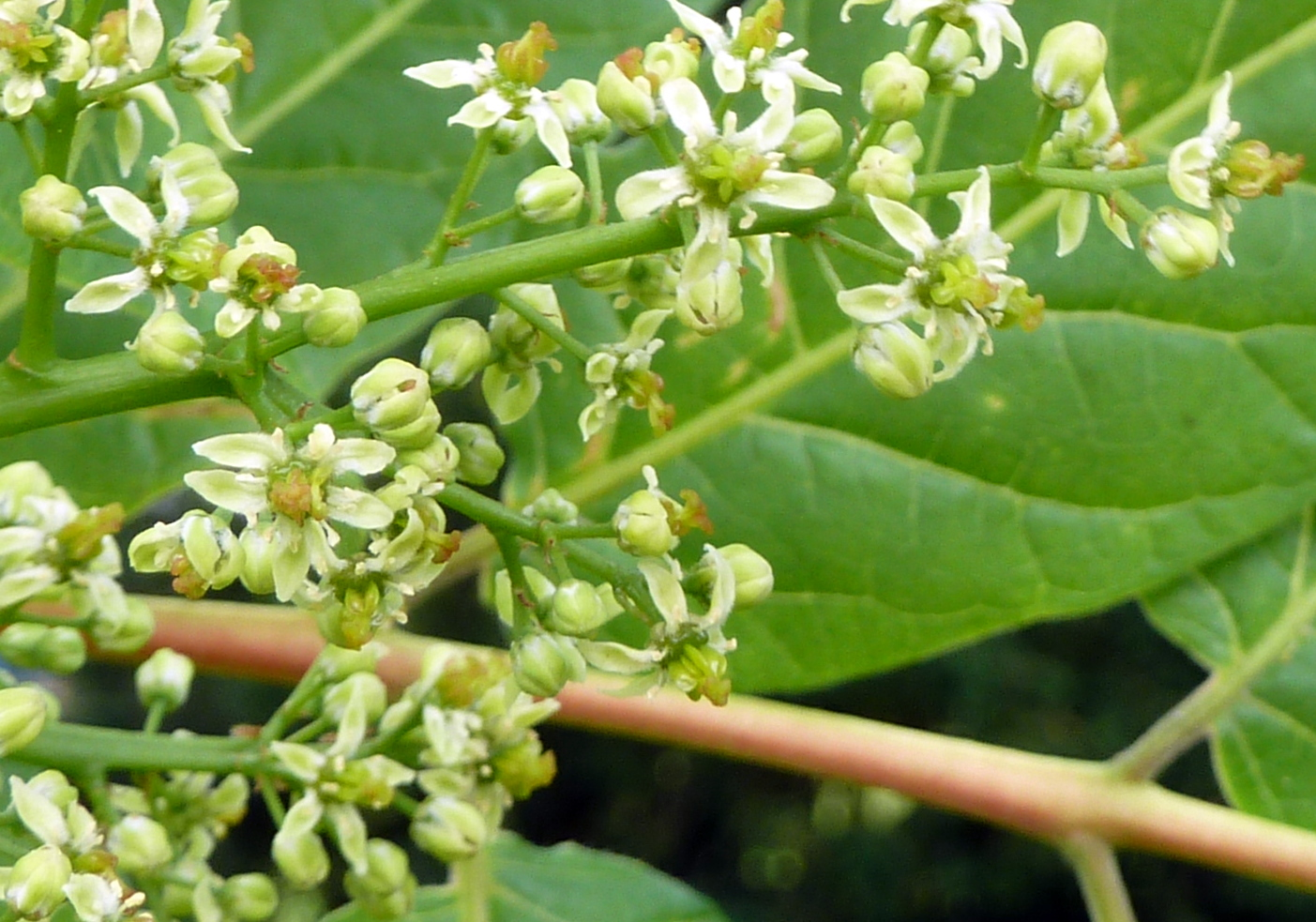
Weibliche Blüten

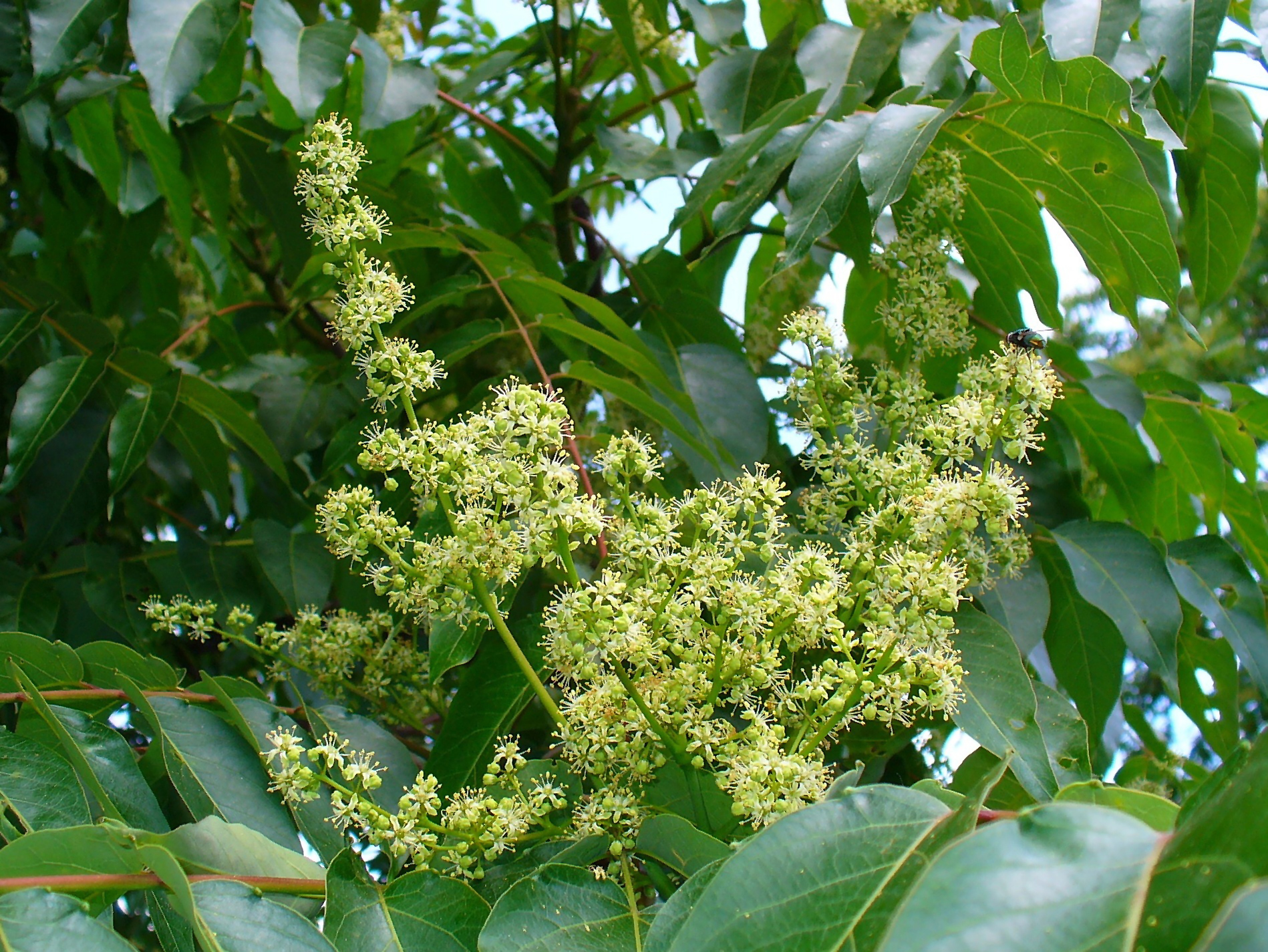
Männlicher Blütenstand

Die Art ist oft zweihäusig getrenntgeschlechtig (diözisch), das heißt die männlichen und die weiblichen Blüten finden sich auf verschiedenen Bäumen, es gibt aber auch Bäume mit männlichen und weiblichen Blüten. Eine gestielte Blüte mit doppelter Blütenhülle hat 5 längliche, basal feinhaarige, ausladende und etwas bootförmige, rundspitzige Kronblätter. Der becherförmige, grüne und fast kahle Kelch ist klein und gelappt, gezähnt. Männliche Blüten enthalten bis 10 freie Staubblätter. Die weißlichen Staubfäden sind an der Basis manchmal leicht haarig. Weibliche Blüten können zwar auch Staubblätter (Staminodien) enthalten, aber diese enthalten keinen Pollen, so dass es keine zweigeschlechtlichen Blüten gibt. Die kleinen, gelblich-grünen Blüten sind rispenähnlich angeordnet, wobei der bis 30–60 cm lange, endständige und vielblütige, gestielte Blütenstand dem Typ eines doppelten Thyrsus entspricht. Männliche Blütenstände sind größer und weisen mehr Blüten als weibliche auf. Der geflügelte, kurz gestielte Fruchtknoten der weiblichen Blüten ist oberständig, mit einem dicklichen Griffel mit gelappter, sternförmiger Narbe. Bei den männlichen Blüten fehlt der Stempel meist ganz. Bei den Blüten ist jeweils ein grüner, fleischiger und kahler Diskus vorhanden.
Die Blüten erscheinen in Mitteleuropa meist im Juli. Der Geruch ist kräftig, vor allem der männlichen Blüten, und wird oft als dem Spermageruch ähnlich beschrieben. Die Blüten werden von Honigbienen und anderen Insekten besucht. Der Honig des Götterbaumes hat ein sehr wohlschmeckendes, muskatellerartiges Aroma, auch wenn er zunächst nicht gut riecht. In frischem Zustand ist er von grünlicher bis bräunlicher Farbe und zähflüssiger Konsistenz; er kandiert fein und schmalzartig aus, hierbei verändert sich die Farbe des Honigs zu schmutzigem Graugrün. Der Pollen des Götterbaumes stellt ein neues potentielles Allergen dar.

### Früchte

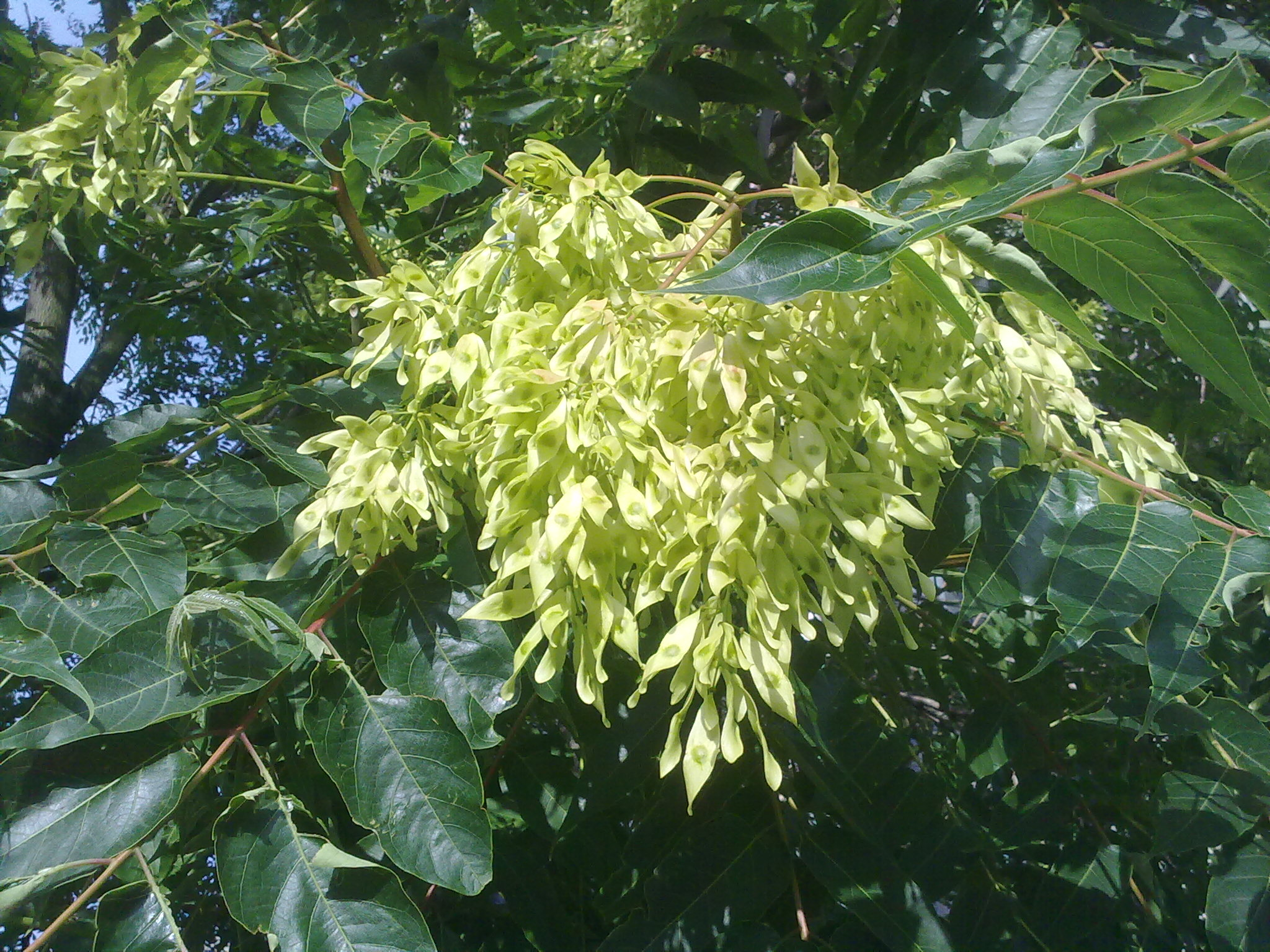
Unreife Früchte des Götterbaums

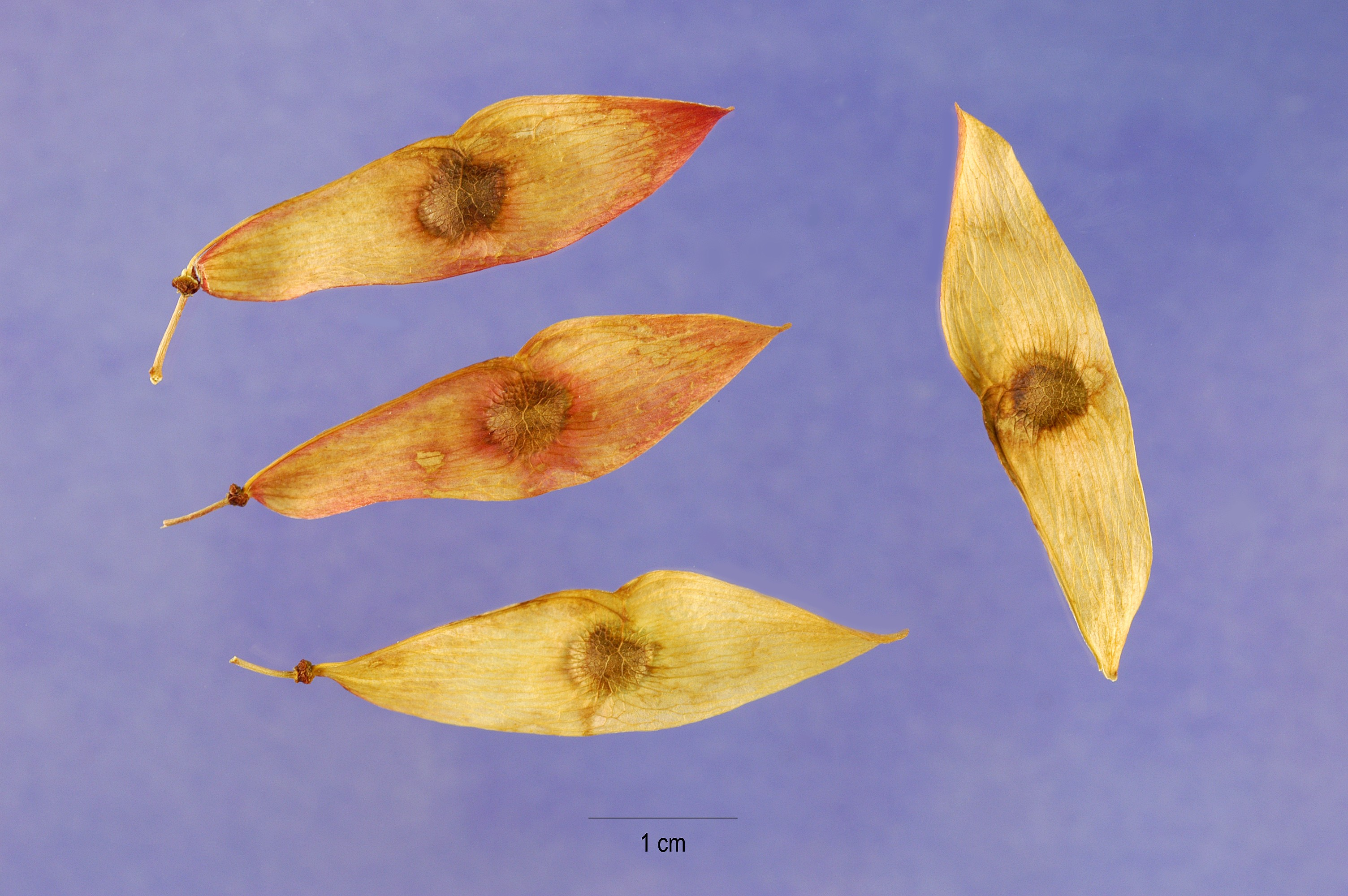
Einzelne Flügelnüsse (Merikarpien)

Nach der Blüte entwickeln sich im August bis September flache und beidseitig geflügelte, abgerundete bis spitze und manchmal etwas verdrehte, nicht öffnende, elliptische Flügelnüsse (Samara) mit einem zentralen, relativ flachem und rundlichem Samen. Die einzelnen Früchte (Merikarpien) stehen bis zu fünft in einer Spaltfrucht zusammen. Die Farbe der Früchte ist grün bis später rot und bei Reife bräunlich und trocken. Die mittlere Länge der Früchte beträgt 47 mm, die mittlere Breite 9 mm. Schon 3–5 Jahre alte Bäume können blühen und Früchte produzieren. An einem 8 m hohen Baum wurden 650 Fruchtstände mit 325.000 Einzelfrüchten gezählt. Die Früchte bleiben oft längere Zeit am Baum hängen.

### Chromosomenzahl
Die Chromosomenzahl beträgt 2n = 80.

## Nutzung und Einführung nach Europa

### Nutzung in China
In China werden die Blätter zur Fütterung der zu den Seidenspinnern zählenden Ailanthus- oder Götterbaumspinner (Samia cynthia) verwendet, die in Zuchten verwertbare Seide („Shantung-Seide“) produzieren. In den waldarmen Regionen am unteren Gelben Fluss gehört die Art zu den wichtigsten Nutzhölzern. Besonders geeignet ist es zur Herstellung der in der chinesischen Küche sehr wichtigen Dampfgarer. Rinde, zum Teil auch Wurzeln und Blätter, werden in der traditionellen chinesischen Medizin eingesetzt, dies ist seit der Tang-Dynastie belegt. Die Blätter besitzen dabei allerdings eine schwache Giftwirkung. Der Rinde wird eine kühlende und adstringierende Wirkung zugeschrieben. Besonders häufig wird sie bei Durchfallerkrankungen eingesetzt. Der Baum hat darüber hinaus eine kulturelle Bedeutung. Im nördlichen China, am Gelben Fluss wird er Frühlingsbaum (ch’un-shu) genannt. Der extrem späte Blattaustrieb des Baums war hier das Zeichen dafür, dass die Hungerzeit des Winters und zeitigen Frühjahrs zu Ende geht.

### Nutzung in Europa
Der Götterbaum wurde seit dem 18. Jh. als Zierbaum in Europa und Nordamerika kultiviert, wobei er sich auch auf schwierigen trocken-warmen Stadtstandorten und in Gebieten mit starker Luftverschmutzung bewährt hat. Vor allem in wärmeren Gebieten wurde er vereinzelt auch forstlich genutzt, zur Bodenbefestigung auf Hängen sowie in Windschutzhecken eingesetzt. Eine forstliche Nutzung ist in Österreich vorgeschlagen worden, wird aber bisher nicht durchgeführt. Sie wäre aufgrund der Holzqualität möglich. Zur Nutzung seiner Inhaltsstoffe besteht eine umfangreiche pharmazeutische Forschung. Wo große Bestände des Götterbaums existieren, wird er zur Honiggewinnung genutzt. Der sehr würzige Götterbaumhonig ist eine lokale Spezialität.

### Einführung nach Europa und Ausbreitung
Die ersten Pflanzen gelangten 1740 durch den Jesuiten Pierre Nicolas d’Incarville nach Paris. Sowohl die Verwendung als Zierpflanze als auch der Versuch, den Baum wirtschaftlich zu nutzen, trugen zu seiner Verbreitung bei. In Italien, Frankreich und anderen Gebieten bemühte man sich, mit Hilfe dieses Baumes den Götterbaum-Seidenspinner (Samia cynthia) als Nutztier in Europa einzuführen, und trug damit zu verwilderten Populationen in Städten wie Wien bei. In Berlin wurde der Götterbaum bereits 1780 als Zierpflanze kultiviert. Wild wachsende Götterbäume sind heute in den Innenstädten vieler europäischer Städte häufig; sie traten jedoch erst nach 1945 verstärkt auf Trümmerflächen auf. Der Invasionsbiologe Ingo Kowarik führt dies darauf zurück, dass vor 1945 offene Flächen verhältnismäßig selten waren und diese zu intensiv gepflegt wurden, um den Aufbau einer spontanen Population zu ermöglichen. Aufgrund des Klimawandels breitet sich der Götterbaum auch auf weitere Standorte aus, vor allem an Bahn- und Straßenrändern. Naturnahe Vegetation besiedelt er bislang nur im Ausnahmefall.

### Der Götterbaum als Stadtgrün
Der Götterbaum ist relativ resistent gegen Salz, Trockenheit und Herbizide und toleriert den von urbanen Luftverunreinigungen ausgehenden Stress oft besser als viele andere Stadtbäume. Götterbäume benötigen eine Jahresmitteltemperatur von mindestens etwa +9 Grad Celsius; Keimlinge und Jungpflanzen reagieren empfindlich auf Winterfröste. Aufgrund seines Status als invasive Pflanzenart sollte der Götterbaum nicht angepflanzt werden. Über den Umgang mit vorhandenen Populationen wird kontrovers diskutiert, es erscheint erforderlich, die weitere unkontrollierte Ausbreitung zu verhindern, da sie durch Verdrängung heimischer Arten die Biodiversität von Lebensräumen wie Magerrasen gefährdet.

## Der Götterbaum als Neophyt

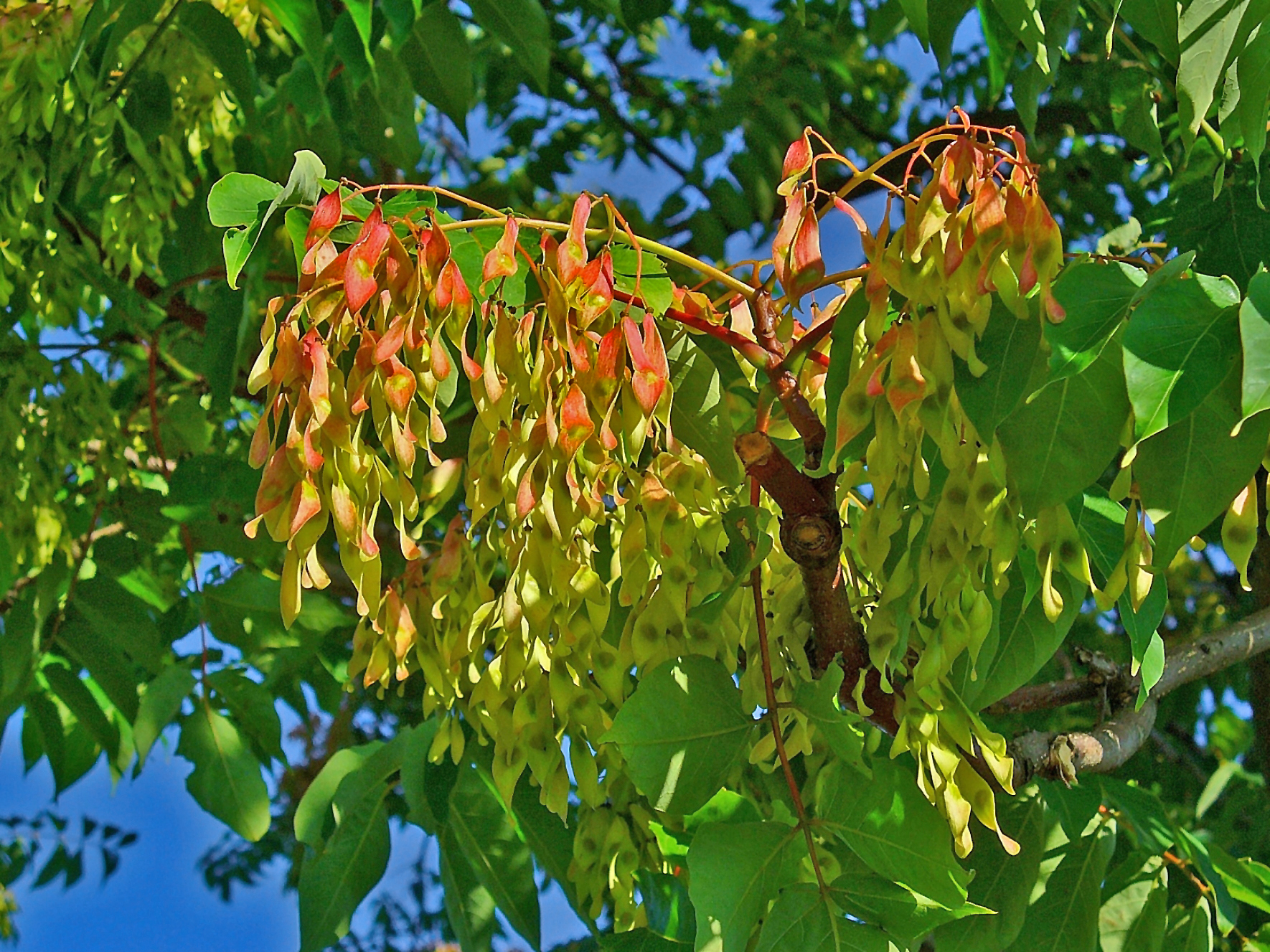
Mittelreife Früchte von Ailanthus altissima

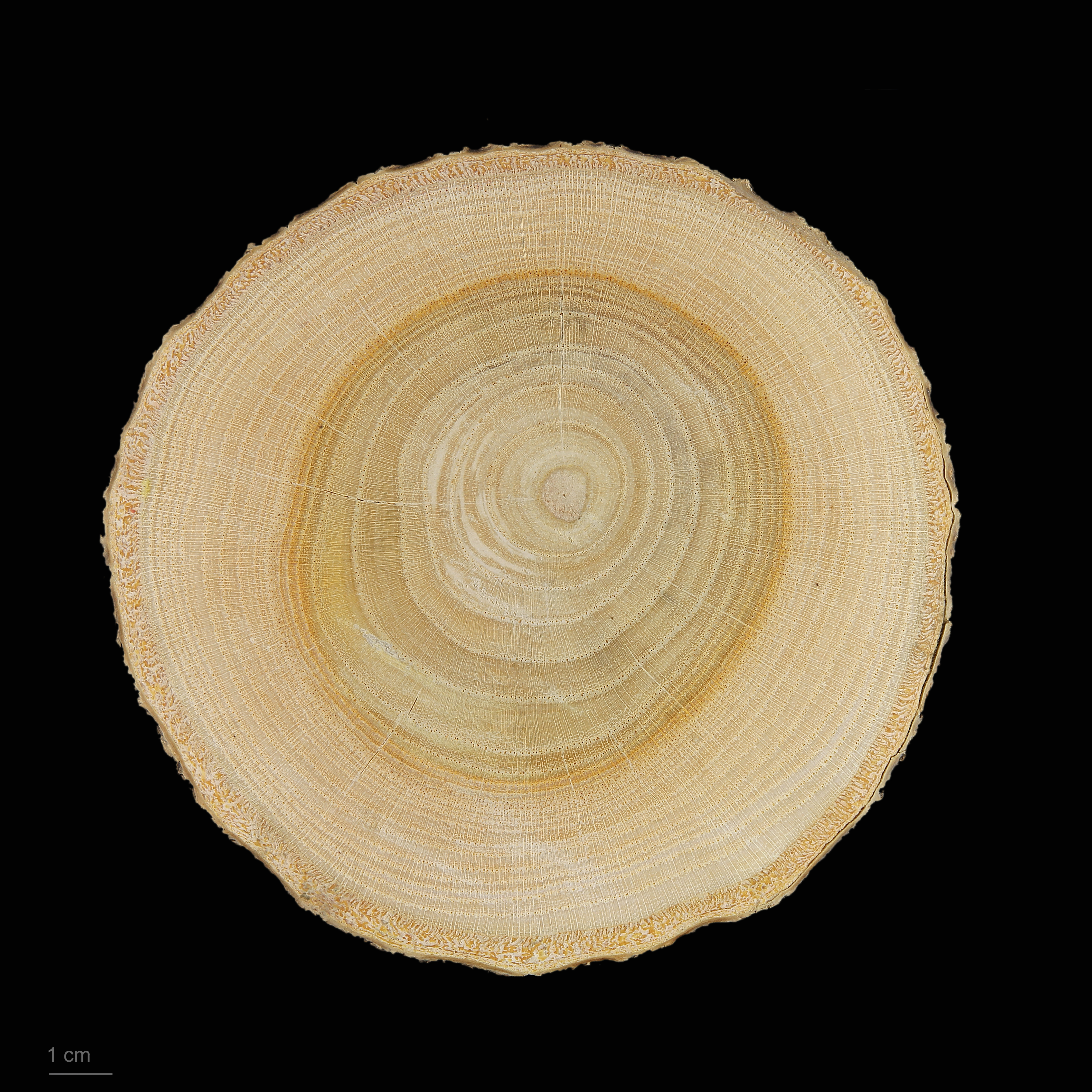
Ailantus altissima

Der hemerochor nach Europa verbrachte Götterbaum wird zu den hundert problematischsten invasiven Arten in Europa gerechnet (100 of the worst) (DAISIE). Einmal etabliert, ist der Götterbaum nur mit großem Aufwand wieder zu entfernen, da er ungewöhnlich widerstandsfähig gegenüber Trockenheit, Schnitt und Herbiziden ist. In einigen Staaten, wie zum Beispiel in Österreich und der Schweiz, wird der Götterbaum bereits aktiv an der Ausbreitung gehindert, so in Basel, wo er entlang des Rheinufers systematisch beseitigt wird. In Ungarn bedroht der Baum aufgrund der Ausbreitung die Lebensgemeinschaften des Mager- und Felsrasens. Die Art ist insbesondere dort problematisch, wo sie in Magerrasen und offene Wälder eindringt, da sie für einen Anstieg des verfügbaren Stickstoffes durch leicht abbaubare Streu sorgt. Auch die Macchie kann verdrängt werden, wie auf der italienischen Insel Procida im Golf von Neapel. Der Baum kann erhebliche Schäden an der Infrastruktur verursachen und im Mittelmeerraum den Aufwand bei der Pflege der antiken Stätten und der Straßen erhöhen.
Trotz seines Status unter den Top-100 der invasiven Pflanzenarten in Europa wurde der Götterbaum in Deutschland bisher relativ wenig beachtet, da seine Bestände noch weitgehend auf städtische Wärmeinseln beschränkt sind, so beispielsweise in Dresden und Berlin. Angesichts steigender Jahresmitteltemperaturen infolge der allgemeinen globalen Erwärmung wäre bei Ausbleiben von Gegenmaßnahmen eine Ausbreitung in das Umland möglich. Diese Ausbreitung ist beispielsweise bereits an den von Berlin ausgehenden Autobahnen zu beobachten. Bisher ist die Art in Deutschland außerhalb der Städte selten und in auffallender Weise an Bahnlinien und große Straßen wie z. B. Autobahnen gebunden. Auch in Großstädten wie Berlin und Wien wird die im Stadtzentrum sehr häufige Art zum Stadtrand hin immer seltener (in Berlin von 92,2 % besetzter Rasterfelder auf 3,2 %). In Nordwestdeutschland war sie bis in die 2000er Jahre recht selten, vermutlich wegen zu geringer Wärmesumme während der Vegetationsperiode. So trat sie im Ruhrgebiet nur vereinzelt auf. Für Nordamerika halten Albright u. a. eine deutliche Ausweitung der Verbreitung für sehr wahrscheinlich.
Der Götterbaum wurde aufgrund seines Ausbreitungspotenzials und der Schäden in den Bereichen Biodiversität, Gesundheit bzw. Ökonomie in die Schwarze Liste der invasiven Neophyten der Schweiz aufgenommen. Er wurde in den Anhang 2.2 der Freisetzungsverordnung aufgenommen, wodurch sein Verkauf ab September 2024 verboten ist.
Der Götterbaum wurde am 25. Juli 2019 auf die Liste invasiver gebietsfremder Arten von unionsweiter Bedeutung gesetzt. Damit verbunden ist unter anderem ein Handelsverbot in der Europäischen Union.

## Der Götterbaum als Nahrung für Pflanzenfresser
Aus dem indigenen Areal in China werden 46 Arthropoden, 16 pflanzenpathogene Pilzarten und ein Virus angegeben, die den Götterbaum attackieren. Davon wurden die Rüsselkäferarten Eucryptorrhynchus brandti und Eucryptorrhynchus chinensis, die nur auf dem Götterbaum vorkommen, für eine Einführung in die USA zur biologischen Bekämpfung getestet (vgl. Abschnitt Bekämpfung).
Der Götterbaum wird aber in den Regionen, in denen er vom Menschen eingeschleppt wurde, nur von wenigen Pflanzenfressern als Nahrung akzeptiert, dies wurde ursprünglich sogar als Vorteil für seine Anpflanzung gesehen und ist typisch für Neophyten. In Nordamerika ist der Schmetterling Atteva aurea (früher: Atteva punctella) (Attevidae, Yponomeutoidea), der vorher an einer anderen Baumart der Familie in Florida heimisch war, auf den Götterbaum übergegangen und wird nun als „Ailanthus webworm“ bezeichnet. Einziger in Europa auf die Art übergegangener Pflanzenfresser ist der Amerikanische Webebär (Hyphantria cunea), selbst eine neozoische Art. Der zu den Pfauenspinnern gehörende Ailanthus-Spinner (Samia cynthia) ernährt sich von den Blättern des Götterbaums. Aus seinem Kokon lässt sich eine Seide produzieren, die haltbarer und preisgünstiger ist als die übliche Seide. Der Ailanthus-Spinner wurde in mehrere Stadtgebiete der östlichen USA sowie in Wien eingeführt, um eine Seidenindustrie zu begründen. Einführungszeitpunkt in Wien war 1856; seit 1924 wird der Ailanthus-Spinner in Österreich als Neozoon betrachtet. In seiner Verbreitung ist er jedoch an die Götterbäume und damit an überwärmte Stadtgebiete gebunden. Auch im Osten der USA findet man diesen Spinner nur in Stadtnähe. Das Auftreten des Ailanthus-Spinners ist ein Beispiel, dass ein eingeführter und verbreiteter Neophyt auch seine Schadinsekten nach sich ziehen kann. Im Falle des Ailanthus-Spinners war an dessen Ausbreitung allerdings der Mensch sehr stark beteiligt.
Pflanzenpathogene Pilze der Gattung Verticillium verursachen beim Götterbaum die Pflanzenkrankheit Verticillium-Welke. Neben dem weit verbreiteten Verticillium dahliae wurde in absterbenden Götterbäumen in Europa und Nordamerika auch die neu beschriebene Art Verticillium nonalfalfae nachgewiesen, von dem einige Stämme wirtsspezifisch sind. Verticillium-Arten werden in den USA und in Österreich (hier im Versuchsstadium) bereits als hoch wirksame Mykoherbizide gegen Götterbaum eingesetzt, ein Einsatz in der Schweiz wird erwogen.
In der Umgebung von Götterbäumen wurde oft beobachtet, dass die Keimung anderer Pflanzenarten und das Bodenleben gehemmt erscheinen. Dafür wird, neben anderen sekundären Pflanzenstoffen, die allelopathisch wirkende Substanz Ailanthon verantwortlich gemacht; diese wird allerdings im Lauf der Zeit von Bodenbakterien abgebaut.

## Bekämpfung des Götterbaumes
Die Bekämpfung des Götterbaumes verursacht im Mittelmeerraum bereits hohe Kosten, da er nach dem Schnitt rasch wieder austreibt und dichte Bestände bildet. Eine fünfjährige Studie von 2010 empfahl als wirksamste Methode, die Bäume zu fällen und den Austrieb mit Glyphosat zu behandeln. In Österreich bewirkten Verticillium-Präparate in Versuchen sehr hohe Mortalitätsraten und wirken besonders gut an flächigen Beständen, die durch Wurzelbrut entstanden und über die Wurzeln verbunden sind. Mit ihnen ist, im Vergleich zum ebenfalls praktikablen Ringeln (dem ringförmigem Einschneiden der Rinde), eine effektive und kostengünstige Bekämpfung möglich.
In Nordamerika wurde der spezialisierte Rüsselkäfer Eucryptorrhynchus brandti getestet, um den Götterbaum biologisch zu bekämpfen. Die Larven der Art können in China Bäume durch Rindenfraß zum Absterben bringen. Sie bevorzugen allerdings klar beschädigte oder geschwächte Pflanzen.

## Verwechslungsgefahr
Der Essigbaum sieht dem Götterbaum ähnlich und wächst frei in denselben Gebieten.